# Kenneth Tobey
Kenneth Tobey (23 de marzo de 1917 – 22 de diciembre de 2002) fue un actor teatral, televisivo y cinematográfico estadounidense.

## Inicios
Nacido en Oakland California, Tobey estaba destinado a estudiar la carrera de derecho cuando se interesó por la interpretación en el Little Theater de la Universidad de California. Esa experiencia le llevó a estudiar año y medio en la Neighborhood Playhouse de la ciudad de Nueva York, donde entre sus compañeros de clase se encontraban Gregory Peck, Eli Wallach y Tony Randall. 
En la década de 1940, Tobey fue actor de teatro del circuito de Broadway, y trabajó en teatro de verano. Su debut en el cine tuvo lugar en el corto de 1943 The Man of the Ferry. Su primera actuación en Hollywood fue en un western de Hopalong Cassidy, momento a partir del cual trabajó en numerosos largometrajes y series televisivas. En sus inicios fue un centinela en la película protagonizada por Gregory Peck Almas en la hoguera. 
En 1949 hizo un breve papel en la comedia I Was a Male War Bride que llamó la atención del director Howard Hawks, que prometió a Tobey utilizarlo en papeles de mayor importancia. Así, en 1951 Tobey fue escogido para trabajar en la producción de Hawks El enigma de otro mundo interpretando al Capitán Patrick Hendry, un piloto de la Fuerza Aérea de los Estados Unidos y líder de una estación polar que se presenta al ser interpretado por James Arness. Ese papel facilitó a Tobey actuar en otros filmes de ciencia ficción en los años cincuenta, usualmente interpretando a militares, destacando entre ellos The Beast from 20,000 Fathoms (1953), y It Came from Beneath the Sea (1956).
Otros títulos destacados de su filmografía fueron The Wings of Eagles (1957, protagonizado por John Wayne y Maureen O'Hara, y dirigido por John Ford), la película de horror The Howling, MacArthur, el general rebelde (film bélico en el que encarnaba al Almirante William F. Halsey), y las comedias Big Top Pee-wee y Gremlins 2: la nueva generación.

## Televisión
Tobey actuó en tres episodios de la serie western de la NBC Frontier. Sus papeles fueron los de Wade Trippe en "In Nebraska" (1955) y Gabe Sharp en "Out from Texas" y "The Hostage" (1956). En 1955 interpretó al legendario aventurero James Bowie en la serie de la ABC Davy Crockett, una producción de Walt Disney Pictures protagonizada por Fess Parker. Tras la muerte de Bowie en la Batalla de El Álamo, Tobey interpretó a un segundo personaje, Jocko, en las dos últimas entregas de Crockett.
Posteriormente intervino en la serie de redifusión Sheriff of Cochise, con John Bromfield. En 1957, Tobey lanzó su propia serie, Whirlybirds, un exitoso show de aventuras producido por Desilu Studios, en el cual era uno de los propietarios de una compañía de helicópteros. Fue un gran éxito, tanto en los Estados Unidos como en otros países, rodándose un total de 111 episodios.
Además, en 1960 fue artista invitado en el capítulo "West of Boston" de la serie western de la NBC Overland Trail, protagonizada por William Bendix y Doug McClure. Más adelante trabajó de manera semi-regular en la serie de la NBC I Spy como el jefe de los agentes Robinson y Scott. Chris Nyby, director de The Thing, fue a menudo el director de esos episodios. 
Tras todos estos trabajos, Tobey siguió en el medio televisivo y en el cine de las décadas de 1970 y 1980, actuando en este período, entre otras, en las películas Billy Jack, Walking Tall, y Airplane!.
Además de su actividad cinematográfica y televisiva, en 1964 empezó un largo período actuando en el teatro, en Broadway, en compañía de Sammy Davis, Jr. en la versión musical de la obra de Clifford Odets Golden Boy. 

## Últimos años
En sus años de retiro recibió con frecuencia ofertas para actuar de personas que habían conocido sus interpretaciones en la ciencia ficción de los años cincuenta, entre ellos de manera particular Joe Dante. Dos intervenciones en la sitcom Night Court llegaron del mismo modo, gracias a los seguidores de su trabajo. Junto a otros actores de carácter de las películas de terror y ciencia ficción de su época (John Agar, Robert O. Cornthwaite, Gloria Talbott...), Tobey interpretó una parodia titulada originalmente Attack Of The B Movie Monster. Tobey también hizo un papel memorable en el episodio de 1994 de la serie Star Trek: espacio profundo nueve "Shadowplay". Así mismo, actuó con cierta frecuencia en L.A. Law en el papel de un juez. 
Kenneth Tobey falleció por causas naturales en 2002 en Rancho Mirage (California). Tenía 85 años de edad. Sus restos fueron incinerados y las cenizas entregadas a los allegados.

## Filmografía parcial
- I Was a Male War Bride (1949) (no acreditado)
- Almas en la hoguera (1949) (no acreditado)
- Kiss Tomorrow Goodbye (1950)
- El enigma de otro mundo (1951)
- Cara de ángel (Angel Face) (1952)
- Beast from 20.000 Fathoms (1953)
- Ring of Fear (1954)
- Down Three Dark Streets (1954)
- Davy Crockett, King of the Wild Frontier (1955)
- Rage at Dawn (1955)
- It Came from Beneath the Sea (1955)
- The Man in the Gray Flannel Suit (1956) (no acreditado)
- The Search For Bridey Murphy (1956)
- The Wings of Eagles (1957)
- Duelo de titanes (1957)
- Cry Terror! (1958)
- Seven Ways from Sundown (1960)
- X-15 (1961)
- 40 Guns to Apache Pass (1967)
- A Time for Killing (1967)
- Marlowe (1969)
- Billy Jack (1971)
- Ben (1972)
- El candidato (1972)
- Walking Tall (1973)
- Dirty Mary, Crazy Larry (La indecente Mary y Larry el loco) (1974)
- Baby Blue Marine (1976)
- MacArthur, el general rebelde (1977)
- Hero at Large (1980)
- Airplane! (1980)
- The Howling (1981)
- Strange Invaders (1983)
- Gremlins (1984)
- Big Top Pee-wee (1988)
- Freeway (1988)
- Gremlins 2: la nueva generación (1990)
- Honey, I Blew Up the Kid (1992)
- Single White Female (1992)